# Classe Yūgumo
La classe Yūgumo (夕雲型駆逐艦, Yūgumo-gata kuchikukan) est une classe de 19 destroyers de 1re classe de la Marine impériale japonaise mise en service durant la Seconde Guerre mondiale. Elle avait aussi le nom de Destroyer Type-A (甲型駆逐艦,, Kō-gata Kuchikukan) selon leur nom de plan.

## Conception
Les destroyers de classe Yugumo étaient semblables à la précédente classe Kagerō. Les principales différences sont une conception de pont légèrement différente et l'introduction d'un nouveau type de tourelles pour l'artillerie principale qui était capable d'une élévation de 75 degrés, donnant de meilleures capacités de lutte anti-aérienne. Au cours du conflit, leur DCA fut renforcée par nombre de canons antiaériens de 25 mm Type 96.

## Service
Les navires de la classe Yūgumo ont tous combattu pendant la guerre du Pacifique et aucun n'a survécu. 

## Les unités
| Indicatif                               | Nom | Chantier naval                                                             | Pose quille                                                                | Lancement                                                                  | Mise en service                                                            | Fin de service                                                                                   |                                                                   |
| --------------------------------------- | --- | -------------------------------------------------------------------------- | -------------------------------------------------------------------------- | -------------------------------------------------------------------------- | -------------------------------------------------------------------------- | ------------------------------------------------------------------------------------------------ | ----------------------------------------------------------------- |
| 115                                     | Akigumo (秋雲, "Nuages d'automne") | Finalement comptabilisé comme faisant partie de la classe Kagerō.          | Finalement comptabilisé comme faisant partie de la classe Kagerō.          | Finalement comptabilisé comme faisant partie de la classe Kagerō.          | Finalement comptabilisé comme faisant partie de la classe Kagerō.          | Finalement comptabilisé comme faisant partie de la classe Kagerō.                                | Finalement comptabilisé comme faisant partie de la classe Kagerō. |
| 116                                     | Yugumo (夕雲, "Soirée nuageuse") | Arsenal naval de Maizuru                                                   | 12 juin 1940                                                               | 16 mars 1941                                                               | 5 décembre 1941                                                            | Coulé lors de la bataille navale de Vella Lavella le 6 octobre 1943.                             |                                                                   |
| 117                                     | Makigumo (巻雲, "Cirrus") | Chantiers navals Fujinagata                                                | 13 décembre 1940                                                           | 5 novembre 1941                                                            | 14 mars 1942                                                               | Sombre après avoir heurté une mine marine le 1er février 1943 au large de l'île Savo.            |                                                                   |
| 118                                     | Kazagumo (風雲, "Vent et nuage") | Compagnie des docks d'Uraga                                                | 23 décembre 1940                                                           | 26 septembre 1941                                                          | 28 mars 1942                                                               | Torpillé dans l'embouchure du golfe de Davao, le 8 juin 1944.                                    |                                                                   |
| 119                                     | Naganami (長波, "Longues vagues") | Chantiers navals Fujinagata                                                | 5 avril 1941                                                               | 5 mars 1941                                                                | 30 juin 1942                                                               | Coulé dans la baie d'Ormoc, à la suite d'une attaque aérienne, le 11 novembre 1944.              |                                                                   |
| 120                                     | Makinami (巻波, "Vagues débordantes") | Arsenal naval de Maizuru                                                   | 11 avril 1941                                                              | 27 décembre 1941                                                           | 8 aout 1942                                                                | Coulé durant la bataille du cap Saint-George, le 25 novembre 1943.                               |                                                                   |
| 121                                     | Takanami (高波, "Hautes vagues") | Compagnie des docks d'Uraga                                                | 29 mai 1941                                                                | 16 mars 1942                                                               | 31 aout 1942                                                               | Coulé durant la bataille de Tassafaronga, le 30 novembre 1942.                                   |                                                                   |
| 122                                     | Ōnami (大波, "Vagues déchainées") | Chantiers navals Fujinagata                                                | 15 novembre 1941                                                           | 13 aout 1942                                                               | 29 décembre 1942                                                           | Coulé durant la bataille du cap Saint-George, le 25 novembre 1943.                               |                                                                   |
| 123                                     | Kiyonami (清波, "Vagues pures") | Compagnie des docks d'Uraga                                                | 15 octobre 1941                                                            | 17 aout 1942                                                               | 25 janvier 1943                                                            | Coulé à la suite d'une attaque aérienne, au nord-nord-ouest de Kolombangara, le 20 juillet 1943. |                                                                   |
| 124                                     | Tamanami (玉波, "Vagues scintillantes") | Chantiers navals Fujinagata                                                | 16 mars 1942                                                               | 26 décembre 1942                                                           | 30 avril 1943                                                              | Torpillé à l'Ouest-Sud-Ouest de Manille, le 7 juillet 1944.                                      |                                                                   |
| 126                                     | Suzunami (涼波, "Vagues déferlantes") | Compagnie des docks d'Uraga                                                | 27 mars 1942                                                               | 26 décembre 1942                                                           | 27 juillet 1943                                                            | Coulé à la suite d'une attaque aérienne à Rabaul, le 11 novembre 1943.                           |                                                                   |
| 127                                     | Fujinami (藤波, "Vagues pourpres") | Chantiers navals Fujinagata                                                | 25 aout 1942                                                               | 20 avril 1943                                                              | 31 juillet 1943                                                            | Coulé à la suite d'une attaque aérienne au nord de Iloilo, le 27 octobre 1944.                   |                                                                   |
| 128 129                                 | Unités fictives permettant de provisionner le budget pour la classe Yamato | Unités fictives permettant de provisionner le budget pour la classe Yamato | Unités fictives permettant de provisionner le budget pour la classe Yamato | Unités fictives permettant de provisionner le budget pour la classe Yamato | Unités fictives permettant de provisionner le budget pour la classe Yamato | Unités fictives permettant de provisionner le budget pour la classe Yamato                       |                                                                   |
| 340                                     | Hayanami (早波, "Vagues matinales") | Arsenal naval de Maizuru                                                   | 15 janvier 1942                                                            | 19 décembre 1942                                                           | 31 juillet 1943                                                            | Torpillé près de Tawi-Tawi (Philippines), le 7 juin 1944.                                        |                                                                   |
| 341                                     | Hamanami (濱波, "Vagues de plage") | Arsenal naval de Maizuru                                                   | 28 avril 1942                                                              | 18 avril 1943                                                              | 15 octobre 1943                                                            | Coulé pendant la bataille de la baie d'Ormoc le 11 novembre 1944.                                |                                                                   |
| 342                                     | Okinami (沖波, "Vagues de haute mer") | Arsenal naval de Maizuru                                                   | 5 aout 1942                                                                | 18 juillet 1943                                                            | 10 décembre 1943                                                           | Coulé à la suite d'une attaque aérienne à l'ouest de Manille, le 13 novembre 1944.               |                                                                   |
| 343                                     | Kishinami (岸波, "Vagues de rivages") | Compagnie des docks d'Uraga                                                | 29 aout 1942                                                               | 19 aout 1943                                                               | 3 décembre 1943                                                            | Torpillé à l'ouest de l'ile de Palawan, le 4 décembre 1944.                                      |                                                                   |
| 344                                     | Asashimo (朝霜, "Gelée matinale") | Chantiers navals Fujinagata                                                | 21 janvier 1943                                                            | 18 juillet 1943                                                            | 27 novembre 1943                                                           | Coulé par une attaque aérienne au Sud-Ouest de Nagasaki 7 avril 1945                             |                                                                   |
| 345                                     | Hayashimo (早霜, "Gelée précoce") | Arsenal naval de Maizuru                                                   | 20 janvier 1943                                                            | 20 octobre 1943                                                            | 20 février 1944                                                            | Coulé par une attaque aérienne près de l'île de Semirara, le 26 octobre 1944.                    |                                                                   |
| 346                                     | Akishimo (秋霜, "Gelée d'automne") | Chantiers navals Fujinagata                                                | 3 mai 1943                                                                 | 5 décembre 1943                                                            | 11 mars 1944                                                               | Coulé) la suite d'une attaque aérienne à l'ouest de Manille, le 13 novembre 1944.                |                                                                   |
| 347                                     | Kiyoshimo (清霜, "Gelée transparente") | Compagnie des docks d'Uraga                                                | 16 mars 1943                                                               | 29 février 1944                                                            | 15 mai 1944                                                                | Endommagé par l'aviation ennemie puis torpillé au sud de Manille, le 26 décembre 1944            |                                                                   |
| 348 349 350 351 352 353 354 355         | Umigiri (海霧, "Brouillard de mer") Yamagiri (山霧, "Brouillard de montagne") Tanigiri (谷霧, "Brouillard de la vallée") Kawagiri (川霧, "Brouillard de la rivière") Taekaze (妙風, "Vent étrange") Kiyokaze (清風, "Vent pur") Satokaze (里風, "Vent du village") Murakaze (村風, "Vent de la ville") | Annulés le 11 août 1943.                                                   | Annulés le 11 août 1943.                                                   | Annulés le 11 août 1943.                                                   | Annulés le 11 août 1943.                                                   | Annulés le 11 août 1943.                                                                         | Annulés le 11 août 1943.                                          |
| 5041 5042 5043 5044 5045 5046 5047 5048 | Yamasame (山雨, "Pluie de montagne") Akisame (秋雨, "Pluie d'automne") Natsusame (夏雨, "Pluie d'été") Hayasame (早雨, "Pluie matinale") Takashio (高潮, "Marée haute") Akishio (秋潮, "Marée d'automne") Harushio (春潮, "Marée de printemps") Wakashio (若潮, "Marée nouvelle")                      | Classe Kai-Yūgumo Annulés le 11 août 1943.                                 | Classe Kai-Yūgumo Annulés le 11 août 1943.                                 | Classe Kai-Yūgumo Annulés le 11 août 1943.                                 | Classe Kai-Yūgumo Annulés le 11 août 1943.                                 | Classe Kai-Yūgumo Annulés le 11 août 1943.                                                       | Classe Kai-Yūgumo Annulés le 11 août 1943.                        |